# 가면라이더 디케이드 (캐릭터)
가면라이더 디케이드(일본어: 仮面ライダーディケイド 카멘라이다 디케이도[*])는 일본 토에이의 특촬 드라마 《가면라이더 디케이드》의 주역 라이더이다. '디케이드'(Decade)라는 이름은 10년을 뜻하는 영단어인 Decade에서 유래하였으며, 이는 헤이세이 라이더의 10주년을 가리킨다.

## 카도야 츠카사

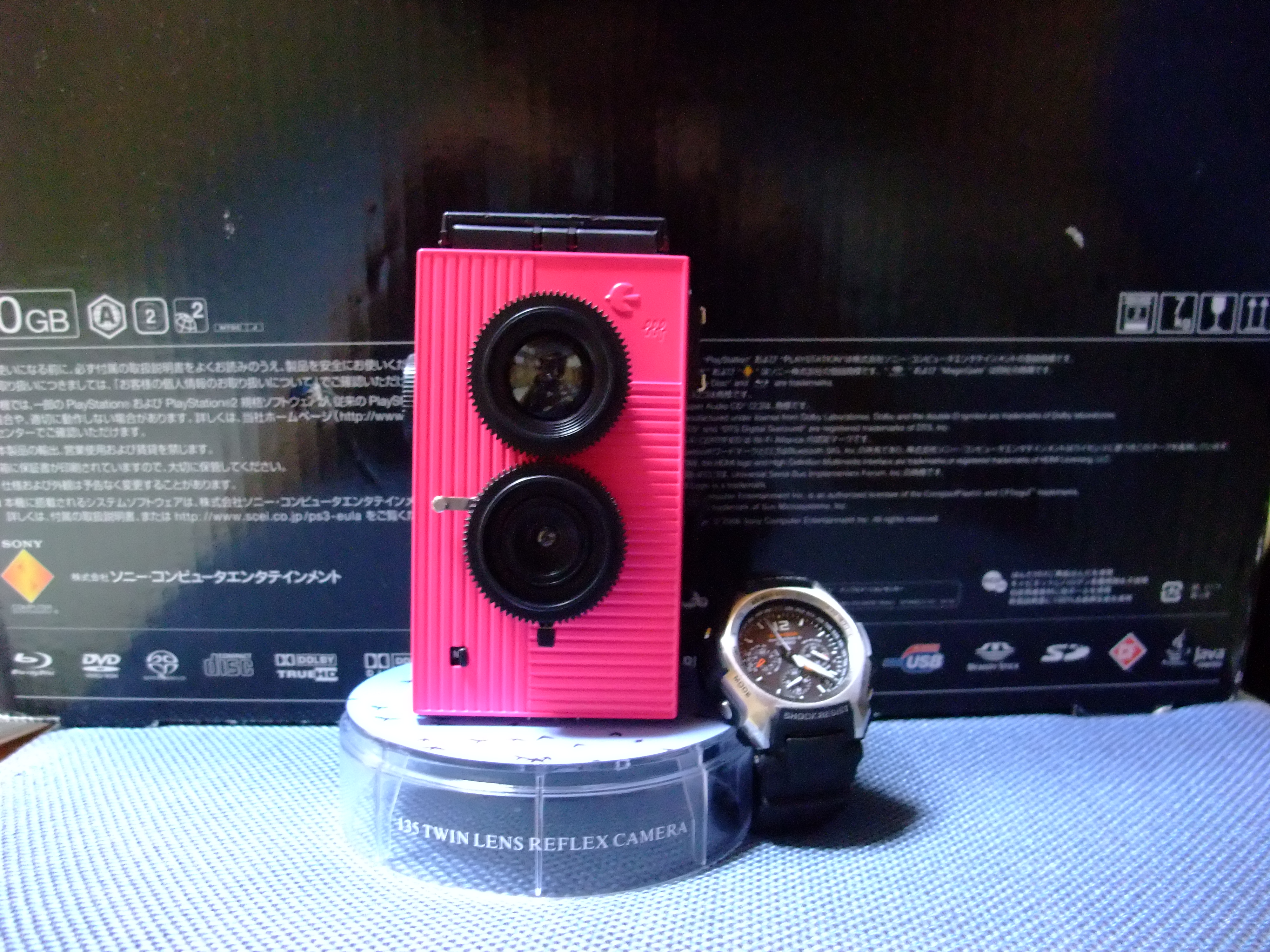
츠카사가 사용하는 카메라인 Blackbird, Fly 135 모델.

카도야 츠카사(일본어: 門矢 士)는 가면라이더 디케이드로 변신하는 남자로, 그의 과거에 대해서는 아무것도 알려지지 않았다. 히카리 사진관에서 사진 찍는 일을 하고 있었다. "세상의 모든 것"을 찍고 싶어하지만, 츠카사가 찍은 사진들은 모두 찌그러진 채로 나온다. 세계의 멸망이 가속화되면서 대폭발에 휩쓸릴 뻔했으나, 시간을 멈추고 나타난 쿠레나이 와타루로부터 세계의 융합을 막기 위해 아홉 가면라이더들의 세계를 돌아야 한다는 말을 듣게 되었다. 그 후 나츠미 일행과 함께 라이더 세계를 돌게 된다.
카도야 츠카사가 도는 세계 곳곳의 라이더들은 먼저 나타난 나루타키의 말만 믿고 츠카사를 세계를 파괴하는 "악마"(일본어: 悪魔 아쿠마[*])라고 불리며 공격을 받지만, 곧 그들과 동료가 되어 각각의 세계를 위협하는 악당들을 쓰러뜨려나간다. 여러 세계를 돌면서 츠카사는 그 세계에 걸맞은 재능을 가지게 되고, 복장도 그 세계에 걸맞게 변한다. 예로 쿠우가의 세계에서는 경찰관 복장으로 활동하며, 그론기어를 구사할 수 있다. 또 파이즈의 세계에서는 고등학생 차림으로 활동한다. 그 밖에, 그 세계에서의 사건이 일단락되면 그 세계의 라이더로 변신하는 주인공의 모습을 사진으로 남긴다.
《극장판 가면라이더 디케이드 올라이더 대 대쇼커》에서는 원래 대쇼커의 수령(일본어: 大ショッカー首領 다이숏카 슈료[*])이었으며, 세계의 융합을 막기 위해 라이더를 토벌하고자 여행을 떠났다가, 기억을 잃어 디케이드라이버를 잃어버린 것으로 묘사되고 있다. 극장판에서 츠카사는 대쇼커의 수령으로서의 기억을 찾아 나츠미와 유스케를 쫓아내지만, 자신 또한 츠키카게 노부히코(쉐도우 문)에게 쫓겨났다가, 유키 조지로부터 충고를 듣고 결국 대쇼커를 궤멸한다. 그 후, 다이키(디엔드)와 함께 대쇼커의 마지막 간부인 슈퍼 아폴로 가이스트도 쓰러뜨린다.
츠카사는 모든 세계를 돈 후, 쿠레나이 와타루로부터 "세계의 라이더들을 파괴한 것이 아니라, 그들과 동료가 되었다"며 공격을 받았으며, 《가면라이더 × 가면라이더 W & 디케이드 MOVIE 대전 2010》에서는 결국 스스로 세계의 파괴자가 되기로 결심하고 격정태로 변신하여 다른 라이더들을 제거하지만, 키바라를 매개체로 하여 가면라이더 키바라로 변신한 나츠미에게 죽음을 당했다. 그러나 지금까지 동료가 되었던 각 세계의 라이더들의 기억으로 부활하게 된다. 그 후 다른 라이더들과 힘을 합쳐 슈퍼 쇼커를 궤멸한다.
각 세계의 우두머리 악당과의 대결을 앞두고 나타나, 악당들이 "네 녀석, 누구냐?"(일본어: 貴様、何者だ？ 키사마, 나니모노다?[*])라고 물으면 츠카사는 "지나가던 길의 가면라이더다. 기억해 둬라!"(일본어: 通りすがりの仮面ライダーだ、覚えておけ! 토오리스가리노 카멘라이다다. 오보에테 오케![*])라고 말한다.
카도야 츠카사는 이노우에 마사히로(일본어: 井上 正大)가 연기했다.

## 디케이드 폼
가면라이더 디케이드(이하 디케이드)는 과거의 가면라이더들의 기술과 무기를 사용하여 적들을 상대한다. 하지만 네거티브의 세계에서 가면라이더 다크 키바와 대결할 때, 디케이드는 자신의 힘과 능력을 잃어버리고 말았다. 라이더 북커를 총이나 검 형태로 바꾸어 무기로 사용한다. 넷 무비 《넷판 가면라이더 디케이드 슈퍼 스핀오프》에서 디케이드의 슈트 색깔은 분홍이 아닌 마젠타임이 언급되었다.

### 컴플리트 폼
컴플리트 폼(일본어: コンプリートフォーム 콘푸리토 호무[*])은 디케이드가 K-터치로 변신한 최종 형태로, 헤이세이 가면라이더의 최강 폼의 힘을 사용할 수 있다. 지금까지 모인 아홉 장의 가면라이드 카드들이 가슴에 박혀있으며, "라이더 세계의 왕"(일본어: ライダー世界の王者 라이다 세카이노 오샤[*])이라는 뜻으로, 파이널 가면라이드 디케이드 카드가 이마에 박힌 "디케이드 크라운"도 있다. 초 어드벤처 DVD 및 《가면라이더 × 가면라이더 W & 디케이드 MOVIE 대전 2010》에서는 아홉 장의 가면라이드 카드에 있는 가면라이더들의 모습이 최종 폼으로 바뀌어 있는 최강 컴플리트 폼(일본어: 最強コンプリートフォーム 사이쿄 콘푸리토 호무[*])이 등장한다.

### 격정태
《가면라이더 × 가면라이더 W & 디케이드 MOVIE 대전 2010》 〈가면라이더 디케이드 완결편〉에서 츠카사가 세계의 파괴자임을 자각하고 디케이드로 변신한 형태는 가면라이더 디케이드 격정태(일본어: 仮面ライダーディケイド激情態 카멘라이다 디케이도 게키조타이[*])라 불린다. 초록색의 눈 부분이 타오르는 형태로 바뀌었으며, 원래는 노란색인 시그널 포인터(Signal Pointer, 일본어: シグナルポインター 시구나루 포인타[*])도 보라색으로 변했다. 격정태는 각 가면라이더로 가면라이드를 하지 않아도 모든 가면라이더의 기술을 사용할 수 있으며, 1호 라이더 뿐만 아니라 2호 또는 조연 라이더의 능력도 사용한다. 그 예로, 가부토의 클락 업, G4 기간트, 카이자의 사이드 밧샤가 있다.

## 장비

### 디케이드라이버
츠카사는 가면라이더 디케이드로 변신하기 위해, 라이더 카드를 벨트 가운데에 있는 디케이드라이버 (Decadriver, 일본어: ディケイドライバー 디케이도라이바[*])에 장착한다. 디케이드라이버에 라이더 카드를 삽입하면, 디케이드는 그 라이더 카드에 담긴 능력을 사용할 수 있게 된다. 컴플리트 폼에서는 벨트의 오른쪽으로 옮겨지며, 원래 자리에는 K-터치가 장착된다. 일반 폼에서는 라이더 카드를 삽입하고 양쪽의 사이드 핸들 (Side Handle, 일본어: サイドハンドル 사이도 한도루[*])을 밀어 라이더 카드의 능력을 발동시키며, 컴플리트 폼에서는 라이더 카드를 삽입한 뒤, 각 가면라이더들의 문장이 새겨진 라이더즈 크레스트 (Rider's Crest, 일본어: ライダーズクレスト 라이다즈 쿠레스토[*])가 있는 가운데 부분을 눌러 카드의 능력을 발동시킨다. 카드가 발동되면 음성과 함께 디케이드라이버 중심부에서 삽입된 카드의 정보가 표시가 홀로그램 형태로 출력된다.
《극장판 가면라이더 디케이드: 올라이더 대 대쇼커》에서는 디엔드의 파이널 폼 라이드 카드의 효과로 디케이드가 "점보 디케이드라이버" (일본어: ジャンボディケイドライバー 잔보 디케이도라이바[*])로 변한 뒤, 디엔드가 소환된 가면라이더 J에게 장착되어, 가면라이더 J를 디케이드 컴플리트 폼 점보 포메이션 (일본어: ジャンボフォーメーション 잔보 포메숀[*])으로 변신시켰다.

### 라이드 북커
라이드 북커 (Ride Booker, 일본어: ライドブッカー 라이도 붓카[*])는 디케이드의 기본 무기이다. 평상시에는 벨트의 왼쪽에 장착되어 있으며, 라이더 카드들을 보관하는 "북 모드" (일본어: ブックモード 붓쿠 모도[*]) 상태이지만, 총 형태의 "건 모드" (일본어: ガンモード 간 모도[*])로 변형하면 "디멘션 블래스트" (Dimension Blast, 일본어: ディメンションブラスト 디멘숀 부라스토[*])라는 필살기를 사용할 수 있으며, 장검 형태의 "소드 모드" (일본어: ソードモード 소도 모도[*])로 변형하면 "디멘션 슬래시" (Dimension Slash, 일본어: ディメンションスラッシュ 디멘숀 스랏슈[*])라는 필살기를 사용할 수 있다. 한편, 히비키의 세계에서 규키와 싸울 때, 가면라이더 류우키로 변신한 디케이드는 소드 모드 상태의 라이드 북커에서 붉은 투우용 천인 카포테 (Capote)를 꺼내들기도 했다. 북 모드는 작품 내 설정 상, 클라인 병 구조로 되어 있어 무한대로 카드를 보관할 수 있으며, 사용자의 의지에 반응하여 사용자가 원하는 카드를 자동으로 빼낸다. 건 모드, 소드 모드에는 디케이드가 다른 헤이세이 가면라이더로 변신할 때, 그 가면라이더가 사용하던 주무기로 변형되는 기능이 있다.

### 라이더 카드
《가면라이더 류우키》, 《가면라이더 블레이드》의 가면라이더들처럼 디케이드도 여러 가지 능력이 담긴 카드를 사용하며, 이러한 카드들을 "라이더 카드" (일본어: ライダーカード 라이다 카도[*])라 한다. 작품 처음에 츠카사는 모든 가면라이드 카드의 능력을 쓸 수 없게 되었으나, 각 세계를 돌면서 카드에 담긴 능력들을 되찾게 된다. 라이더 카드들은 반다이가 제작하는 카드 배틀 비디오 게임인 《가면라이더 배틀: 간바라이드》의 카드들을 바탕으로 하고 있다.

#### 가면라이드 카드
가면라이드 카드(일본어: カメンライドカード 카멘라이도 카도[*])는 아홉 명의 헤이세이 가면라이더들의 능력이 담긴 카드이다. 가면라이드 카드들은 디케이드가 다른 가면라이더로 변신할 수 있도록 해주는 능력을 지니고 있다. 그러나 작품 초반에 가면라이드 카드들의 능력이 모두 사라지자, 츠카사는 카드들의 능력을 찾기 위해 가면라이더들의 세계를 돌게 된다.
- 디케이드(일본어: ディケイド 디케이도[*]): 츠카사를 가면라이더 디케이드로 변신시키는 카드로, 다른 라이더 카드를 쓰려면 이 카드를 사용해서 디케이드로 변신해야 한다.
- 쿠우가(일본어: クウガ 쿠가[*]): 츠카사와 유스케가 서로를 신뢰하게 되면서 생긴 카드로[12][13], 디케이드를 가면라이더 쿠우가 마이티 폼으로 변신시킨다.
- 키바(일본어: キバ): 츠카사의 충고를 통해 와타루가 팡가이어의 킹이 되겠다고 다짐하면서 생긴 카드로[14][15], 디케이드를 가면라이더 키바 키바 폼으로 변신시킨다.
- 류우키(일본어: 龍騎 (リュウキ) 류키[*]): 츠카사와 신지가 함께 카마다와 싸우게 되면서 생긴 카드로[16][17], 디케이드를 가면라이더 류우키로 변신시킨다. 블레이드의 세계에서는 어택 라이드 카드를 따로 쓰지 않고도 드래그 세이버를 장착한 상태로 변신했으며, 미러 월드에 숨는 장면도 재현되었다.[18][19]
- 블레이드(일본어: ブレイド 부레이도[*]): 츠카사가 카즈마와 함께 카마다, 시조 하지메 사장과 싸우게 되면서 생긴 카드로

, 디케이드를 가면라이더 블레이드 에이스 폼으로 변신시킨다.
- 파이즈(일본어: ファイズ): 츠카사가 타쿠미와 함께, 타이거 오르페녹과 싸우게 되면서 생긴 카드로[20][21] 디케이드를 가면라이더 파이즈로 변신시킨다. 1화에서 처음으로 사용했으나, 봉인되었었다.[10][11]
- 아기토(일본어: アギト): 츠카사가 가면라이더 디케이드의 아홉 세계의 등장 인물#쇼이치, 유스케와 함께 타우루스 발리스타와 그가 이끄는 언노운 군단에 맞서 싸우게 되면서 생긴 카드로[22][23], 디케이드를 가면라이더 아기토 그라운드 폼으로 변신시킨다.
- 덴오(일본어: 電王 (デンオウ) 덴오우[*]): 츠카사가 모모타로스와 함께 앨리게이터 이매진과 이매진 군단에 맞서 싸우게 되면서 생긴 카드로[24][25], 디케이드를 가면라이더 덴오 소드 폼으로 변신시킨다.
- 가부토(일본어: カブト 카부토[*]): 츠카사가 소우지와 함께 필록세라 웜과 싸우게 되면서 생긴 카드로[26][27], 디케이드를 가면라이더 가부토 라이더 폼으로 변신시킨다. 1화에서 처음으로 사용했으나, 봉인되었었다.[10][11]
- 히비키(일본어: ヒビキ): 츠카사가 아스무와 함께, 규키가 된 히비키에 맞서 싸우게 되면서 생긴 카드로[28][29], 디케이드를 가면라이더 히비키로 변신시킨다. 1화에서 처음으로 사용했으나, 봉인되었었다.[10][11]
- 디케이드 컴플리트(일본어: ディケイドコンプリート 디케이도 콘푸리토[*]): 디케이드의 유일한 파이널 가면라이드 카드(일본어: ファイナルカメンライドカード 파이나루 카멘라이도 카도[*])로, 네거티브의 세계에서 얻게 된 카드이다. K-터치에 장착하여 K-터치와 연결된 각 라이더들의 문장을 모두 누르는 것으로 디케이드는 컴플리트 폼으로 변신할 수 있다.[30]
- 블랙(일본어: ブラック 부랏쿠[*]): 가면라이더 블랙의 힘이 담겨져 있는 카드이다. 처음에는 츠카사가 가지고 있었으나, 카이토가 "너는 그 카드를 쓸 수 없다"며 빼앗아 디엔드라이버를 통해 블랙의 세계에서 온 미나미 코타로를 블랙 RX의 세계에 소환했다.[31][32]
- 《가면라이더 × 가면라이더 W & 디케이드: MOVIE 대전 2010》에서는 격정태가 된 디케이드가 쓰러뜨린 라이더들의 가면라이드 카드가 등장하는데, 스카이라이더, 슈퍼1, J의 카드가 직접적으로 묘사되었다. 그리고 작품 종반에는 가면라이더 스컬의 카드도 등장했다.
- Journey through the Decade의 뮤직비디오에서는 각트의 모습이 담긴 가면라이드 카드가 등장한다.

#### 폼 라이드 카드
폼 라이드 카드(일본어: フォームライドカード 포무 라이도 카도[*])는 디케이드를 역대 헤이세이 가면라이더가 가지고 있는 또 다른 형태로 변신시키는 기능을 가지고 있다. 또한, 폼 라이드 카드를 통해 변신할 때 디케이드가 가지고 있는 장비도 카드의 폼에 맞게 바뀐다.
- 쿠우가 타이탄(일본어: クウガタイタン 쿠가 타이탄[*]): 디케이드를 가면라이더 쿠우가 타이탄 폼으로 변신시킨다. 키바의 세계에서 가면라이더 키바 돗가 폼, 가루루 폼과 싸울 때 사용했다.
- 쿠우가 드래곤(일본어: クウガドラゴン 쿠가 도라곤[*]): 디케이드를 가면라이더 쿠우가 드래곤 폼으로 변신시킨다. 키바의 세계에서 가면라이더 키바 가루루 폼과 싸울 때 사용했다.
- 키바 가루루(일본어: キバガルル 키바 가루루[*]): 디케이드를 가면라이더 키바 가루루 폼으로 변신시킨다. 원래의 키바와는 반대로 오른쪽 팔로 기술을 사용한다. 류우키의 세계에서 가면라이더 나이트와 싸울 때, 그리고 아기토의 세계에서 가면라이더 익시드 길스와 싸울 때 사용했다.
- 키바 돗가(일본어: キバドッガ 키바 돗가[*]): 디케이드를 가면라이더 키바 돗가 폼으로 변신시킨다. 류우키의 세계에서 가면라이더 나이트와 싸울 때 사용했다.
- 키바 밧샤(일본어: キババッシャー): 디케이드를 가면라이더 키바 밧샤 폼으로 변신시킨다. 류우키의 세계에서 가면라이더 나이트와 싸울 때 사용했다.
- 아기토 플레임(일본어: アギトフレイム 아기토 후레이무[*]): 디케이드를 가면라이더 아기토 플레임 폼으로 변신시킨다. 덴오의 세계에서 가면라이더 덴오 액스 폼과 싸울 때 사용했다.
- 아기토 스톰(일본어: アギトストーム 아기토 스토무[*]): 디케이드를 가면라이더 아기토 스톰 폼으로 변신시킨다. 덴오의 세계에서 가면라이더 덴오 액스 폼, 로드 폼과 싸울 때 사용했다.
- 쿠우가 페가서스(일본어: クウガペガサス 쿠우가 페가사스[*]): 디케이드를 가면라이더 쿠우가 페가서스 폼으로 변신시킨다. 가부토의 세계에서 지오필리드 웜과 싸울 때 사용했다.
- 파이즈 액셀(일본어: ファイズアクセル 파이즈 아쿠세루[*]): 디케이드를 가면라이더 파이즈 액셀 폼으로 변신시킨다. 가부토의 세계에서 가면라이더 자비와 싸울 때, 그리고 블랙의 세계에서 스콜피온 이매진, 맨티스 팡가이어와 싸울 때 사용했다.
- 덴오 액스(일본어: デンオウアックス 덴오우 앗쿠스[*]): 디케이드를 가면라이더 덴오 액스 폼으로 변신시킨다. 히비키의 세계에서 규키와 싸울 때 사용했다.
- 가부토 마스크드(일본어: カブトマスクド 카부토 마스쿠도[*]): 디케이드를 가면라이더 가부토 마스크드 폼으로 변신시킨다. S.I.C. 히어로 사가 외전인 《가면라이더 디케이드: 스트롱거의 세계》에서 델자 군단과 싸울 때 사용했다.
- 그 밖에 덴오 로드, 덴오 건, 덴오 윙 폼 라이드 카드가 《호비 재팬》지에 등장했다.[33]

#### 어택 라이드 카드
어택 라이드 카드(일본어: アタックライドカード 아탓쿠 라이도 카도[*])는 디케이드가 공격 기술을 구사할 수 있도록 하는 카드로, 디케이드의 고유 공격 기술 뿐만 아니라 역대 가면라이더들의 기술도 사용할 수 있다.
디케이드
- 슬래시(일본어: スラッシュ 스랏슈[*]): 라이드 북커의 소드 모드로 적을 베는 기술이다. 다양한 형태로 발현된다.
- 블래스트(일본어: ブラスト 부라스토[*]): 라이드 북커의 건 모드로 적을 향해 광선을 쏘는 기술이다. 다양한 형태로 발현된다.
- 일루전(일본어: イリュージョン 이루존[*]): 여러 개의 허상을 만들어낸다. 허상들은 본체처럼 적에게 물리적인 타격을 입힐 수 있으며, 본체가 파이널 어택 라이드를 시전하면 허상들도 함께 기술을 시전한다.[2]
- 인비지블(일본어: インビジブル 인비지부루[*]): 자신을 투명하게 만든다.

다른 라이더들의 기술
- 클락 업 (Clock Up, 일본어: クロックアップ 쿠롯쿠 앗푸[*]): 가부토로 변신한 뒤 사용하는 카드로, 디케이드의 이동 속도를 매우 빠르게 만들며, 주변 지역의 시간을 느리게 만든다.[10][11]
- 오토 바진 (Auto Vajin, 일본어: オートバジン 오토 바진[*]): 파이즈로 변신한 뒤 사용하는 카드로, 머신디케이더를 오토 바진으로 변신시킨다. 오토 바진은 "배틀 모드" (일본어: バトルモード 바토루 모도[*])로 변신할 수 있는데, 디케이드는 파이즈로 변신한 상태에서, 오토 바진의 오른쪽 어깨에서 파이즈 에지를 꺼내 싸운다.[10][11]
- 음격봉 열화(일본어: 音撃棒・烈火 (オンゲキボウ・レッカ) 온게키보 렛카[*]): 히비키로 변신한 뒤 사용하는 카드로, 두 개의 북채를 꺼내들어 사용한다. 북채의 끝에 화염의 기운을 집중시켜 음격봉을 던지는 필살기 "귀봉술 - 열화탄" (일본어: 鬼棒術・烈火弾 키보주츠 렛카단[*])을 사용할 수 있다.[10][11]
- 스트라이크 벤트(일본어: ストライクベント 스토라이쿠 벤토[*]): 류우키로 변신한 뒤 사용하는 카드로, 입에서 불을 뿜으며, 용의 머리 형태를 하고 있는 드래그 클로 (일본어: ドラグクロー 도라구 쿠로[*])를 소환한다. 드래그레더의 소환과는 관계 없이 쓸 수 있다.[34][35]
- 메탈(일본어: メタル 메타루[*]): 블레이드로 변신한 뒤 사용하는 카드로, 카테고리 ♠7 메탈 트릴로바이트 (Metal Trilobite)를 사용하여 몸을 강철로 바꾼다. 물리적인 방어력이 높아진다.[20][21]
- 마하(일본어: マッハ 맛하[*]): 블레이드로 변신한 뒤 사용하는 카드로, 카테고리 ♠9 마하 재규어 (Mach Jaguar)를 사용하여 움직임을 빠르게 만든다.[20][21]
- 이 몸, 등장!(일본어: 俺、参上 (オレサンジョウ) 오레 산조[*]): 덴오로 변신한 뒤 사용하는 카드로, "이 몸, 등장!"이라는 대사와 함께 이매진 모모타로스의 자세를 취한다.[36][37][38]
- 대답은 듣지 않아(일본어: 答えは聞いてない (コタエハキイテナイ) 코타에와 키테나이[*]): 덴오로 변신한 뒤 사용하는 카드로, 건 폼으로 변형된 뒤 "대답은 듣지 않아"라는 대사와 함께 류타로스의 자세를 취한다.[36][37][38]
- 나에게 낚여 볼래?(일본어: 僕に釣られてみる？ (ボクニツラレテミル？) 보쿠니 츠라레테 미루[*]): 본편에서는 등장하지 않았다. 덴오로 변신한 뒤 사용하는 카드로, 로드 폼으로 변형된 뒤 "나에게 낚여 볼래?"라는 대사와 함께 우라타로스의 대사를 취한다.[36][37][38]
- 울게 될 걸(일본어: ナケルデ 나케루데[*]): 본편에서는 등장하지 않았다. 덴오로 변신한 뒤 사용하는 카드로, 액스 폼으로 변형된 뒤 "울게 될 걸"이라는 대사와 함께 킨타로스의 자세를 취한다.[36][37][38]
- 밀치기(일본어: 突っ張り (ツッパリ) 츳파리[*]): 덴오 액스 폼으로 변신한 뒤 사용하는 카드로, 손바닥으로 상대방을 힘껏 밀친다.[28][29]
- 열화대참도(일본어: 烈火大斬刀 (レッカダイザントウ) 렛카 다이잔토[*]): 본편에서는 컴플리트 폼으로 변신한 뒤 사용한 카드로, 열화대참도로 적을 향해 "백화요란" (일본어: 百火繚乱 햣카료란[*])이라는 필살기를 시전한다.[39][40]
- 가가의 팔찌(일본어: ガガの腕輪 (ガガノウデワ) 가가노 우데와[*]): 본편에서는 컴플리트 폼으로 변신한 뒤 사용하는 카드로, 가가의 팔찌를 장착한다.[41][42]
- 오니비(일본어: 鬼火 (オニビ)): 히비키로 변신한 뒤 사용하는 카드로, 가면에서 강력한 불길을 내뿜는 "귀법술 귀화" (일본어: 鬼法術・鬼火 키호주츠 오니비[*])를 시전한다.[2]
- 기간트(일본어: ギガント 기간토[*]): G4가 사용하는 기간트를 소환한다.
- 사이드 배셔 (Side Basshar, 일본어: サイドバッシャー 사이도 밧샤[*]): 머신디케이더를 사이드 밧샤 배틀 모드로 바꾼다.
- 텔레비군(일본어: テレビクン 테레비쿤[*]): 디케이드 컴플리트 폼으로 변신한 뒤 사용하는 카드로, 최종 폼으로 변신한 모든 헤이세이 라이더들이 필살기를 사용한다. DVD 《가면라이더 디케이드: 지켜라! 텔레비군의 세계》에서 등장했다.
- 하이퍼 클락 업(일본어: ハイパークロックアップ 하이파 쿠롯쿠 앗푸[*]): 가부토 하이퍼 폼으로 변신한 뒤 사용하는 카드로, 디케이드를 광속의 속도로 움직이게 만들어 시간 여행을 할 수 있도록 해준다. 《호비 재팬》지에서 연재 중인 S.I.C 히어로 사가의 《마스크드 라이더 디케이드: 스트롱거의 세계》에서 등장했다.[43]
- 내던지기(일본어: 打っ遣り (ウッチャリ) 웃차리[*]): 덴오 액스 폼으로 변신한 뒤 사용하는 카드로, 스모의 기술 중 하나인 "웃차리" (상대를 씨름판 바깥으로 내던지는 기술)를 사용한다. 《호비 재팬》지의 사진집인 《디테일 오브 히어로즈》에만 나온 카드이다.[33]

#### 파이널 폼 라이드 카드
파이널 폼 라이드 카드(일본어: ファイナルフォームライドカード 파이나루 포무 라이도 카도[*])는 다른 라이더를 변형시키는 카드로, 츠카사는 이 카드를 사용할 때마다 "조금 간지러울거야" (일본어: ちょっとくすぐったいぞ 촛토 쿠스굿타이조[*])라 말한다. 무기로 변형되기도 하지만 아기토 토네이더, 덴오 모모타로스의 경우처럼 자율행동이 가능하거나 원격으로 조종하는 형태로도 변형된다. 디엔드도 사용할 수 있다.
- 쿠우가 고우람(일본어: クウガゴウラム 쿠우가 고우라무[*]): 가면라이더 쿠우가를 고우람으로 변형한다. 비행이 가능하다.[44] 《가면라이더 × 가면라이더 W & 디케이드: MOVIE 대전 2010》에서는 유스케가 상대의 능력을 복사하는 얼티메이트 폼의 능력을 이용하여 스스로 얼티메이트 쿠우가 고우람(일본어: アルティメットクウガゴウラム 아루티멧토 쿠우가 고우라무[*])으로 변형한다.
- 키바 애로우(일본어: キバアロー 키바 아로[*]): 가면라이더 키바를 거대한 키바트가 붙어 있는 키바 애로우로 변형한다. 화살촉에는 원래 키바의 오른발에 있는 헬즈 게이트가 붙어 있다.[45]
- 류우키 드래그레더(일본어: リュウキドラグレッダー 류키 도라구레다[*]): 가면라이더 류우키를 류우키의 계약 미러 몬스터인 드래그레더로 변형시킨다.[46]
- 블레이드 블레이드(일본어: ブレイドブレード 부레이도 부레도[*]): 가면라이더 블레이드를 블레이 라우저로 변형시킨다.[47]
- 파이즈 블래스터(일본어: ファイズブラスター 파이즈 부라스타[*]): 가면라이더 파이즈를 거대한 레이저포인 파이즈 블래스터로 변형시킨다.[48]
- 아기토 토네이더(일본어: アギトトルネイダー 아기토 토루네이다[*]): 가면라이더 아기토를 머신토네이더 슬라이더 모드로 변형시킨다.[49]
- 덴라이너(일본어: デンライナー 덴라이나[*]): 가면라이더 덴오의 원래의 파이널 폼 라이드 카드로, 덴라이너 고우카 호가 그려져 있다. 디엔드는 모모타로스에게 이 카드를 통해 덴라이너로 파이널 폼 라이드를 하자고 제의했으나, 모모타로스는 제의를 거부했다. 나중에 디케이드가 그 카드를 얻자 덴오 모모타로스 카드로 바뀌었다.
- 모모타로스(일본어: モモタロス): 가면라이더 덴오의 새로운 파이널 폼 라이드 카드로, 덴오 소드 폼을 모모타로스로 변형시킨다. 모모타로스는 이 형태를 "초 모모타로스" (일본어: 超・モモタロス 초 모모타로스[*])라 부르기도 했다.
- 젝터 가부토(일본어: ゼクターカブト 제쿠타 카부토[*]): 가면라이더 가부토를 가부토 젝터로 변형시킨다. 땅굴을 파거나 비행할 수 있다.[50]
- 히비키 음격고(일본어: ヒビキオンゲキコ 히비키 온게키코[*]): 처음 사용하면 히비키를 디스크 애니멀 "아카네타카"로 변형시키는데 이것을 히비키 아카네타카(일본어: ヒビキアカネタカ)라 한다. 디케이드가 파이널 어택 라이드 히비키를 사용하면 음격고로 바뀐다.[51]
- 올라이더 (All Rider, 일본어: オールライダー 오루라이다[*]): 모든 헤이세이 가면라이더들을 저마다의 파이널 폼 라이드 형태로 변형시킨다. 《MOVIE 대전 2010》에서는 쿠우가, 류우키, 아기토, 가부토, 히비키만 파이널 폼 라이드가 이루어졌으며, 키바는 캐슬 드란을, 파이즈는 제트 슬링거를, 덴오는 덴라이너를 탔으며, 블레이드는 잭 폼으로 변신했다.
- 가면라이더 더블(일본어: カメンライダーダブル 카멘라이다 다부루[*]): 가면라이더 더블 사이클론조커 폼을 두 개로 분리한다. 필립 쪽은 가면라이더 더블 사이클론사이클론(일본어: 仮面ライダーＷ（ダブル）サイクロンサイクロン 카멘라이다 다부루 사이쿠론사이쿠론[*])으로, 쇼타로 쪽은 가면라이더 더블 조커조커(일본어: 仮面ライダーＷ（ダブル）ジョーカージョーカー 카멘라이다 다부루 조카조카[*])로 변형된다.
- 스트롱 젝터(일본어: ストロングゼクター 스토론구 제쿠타[*]): 가면라이더 스트롱거를 거대한 풍뎅이로 변형시킨다. S.I.C HERO SAGA의 《MASKED RIDER DECADE: 스트롱거의 세계》에서만 사용되었다.

《간바라이드》의 아케이드판에는 "쿠우가 볼" (일본어: クウガボール 쿠우가 보루[*])이라는 카드를 사용하면 가면라이더 쿠우가를 피구공 형태로 바꾸는데, 쿠우가 볼로는 디케이드 도지 (일본어: ディケイドドッジ 디케이도 돗지[*]) 공격을 사용할 수 있다.

#### 파이널 어택 라이드 카드
파이널 어택 라이드 카드(일본어: ファイナルアタックライドカード 파이나루 아탓쿠 라이도 카도[*])는 발동 시에 디케이드가 적을 쓰러뜨릴 수 있도록 필살기를 시전하게 해주는 카드이다. 파이널 폼 라이드를 통해 동료 라이더를 변형시킨 후 파이널 어택 라이드 카드를 사용하면, 디케이드와 변형된 동료 라이더의 협동 필살기를 시전할 수 있다. 또한 디케이드가 가면라이드 카드로 다른 라이더로 변신한 뒤 이 카드를 사용하면, 변신한 라이더의 필살기를 시전한다. 또한 컴플리트 폼 상태에서 다른 라이더를 소환한 뒤 이 카드를 사용하면, 디케이드는 라이드 북커를 활용해서 자신과 똑같이 움직이는, 소환된 라이더와 함께, 소환된 라이더의 최종 형태가 사용하는 필살기를 시전한다.
디케이드
디케이드는 디멘션 킥(일본어: ディメンションキック 디멘숀 킷쿠[*])이라는 라이더 킥을 필살기로 사용한다. 라이드 북커 소드 모드에서는 적을 힘껏 베는 디멘션 슬래시(일본어: ディメンションスラッシュ 디멘숀 스랏슈[*])를 사용할 수 있다. 또한 건 모드에서는 적에게 강력한 에너지탄을 쏘는 디멘션 블래스트(일본어: ディメンションブラスト 디멘숀 부라스토[*])를 사용할 수 있다. 각 필살기를 사용할 때마다 디케이드의 파이널 어택 라이드 카드를 형상화한 환영들이 적을 향해 전개된다.
- 디케이드 컴플리트 폼에서는 강화 디멘션 킥(일본어: 強化ディメンションキック 쿄카 디멘숀 킷쿠[*])을 사용할 수 있다.[52][53]
- 《MOVIE 대전 2010》에서는 가면라이더 더블 사이클론사이클론, 더블 조커조커와 함께 트리플 익스트림(일본어: トリプルエクストリーム 토리후루 에쿠스토리무[*])이라는 합동 라이더 킥을 시전했다.
- 《극장판 가면라이더 디케이드: 올라이더 대 대쇼커》에서는 컴플리트 폼 점보 포메이션이 된 디케이드가 파이널 가면 어택 폼 라이드 카드(일본어: ファイナルカメンアタックフォームライドカード 파이나루 카멘 아탓쿠 포무 라이도 카도[*])라는 카드를 사용하는데, 이 카드의 효과로 모든 가면라이더들이 카드로 변신해 킹 다크를 향해 전개된 뒤, 디케이드가 파이널 디멘션 킥(일본어: ファイナルディメンションキック 파이나루 디멘숀 킷쿠[*])을 시전하여 카드들을 뚫고 지나가 킹 다크에게 킥을 날렸다.[2]

쿠우가
- 디케이드 어설트(일본어: ディケイドアサルト 디케이도 아사루토[*]): 쿠우가 고우람이 적을 집게로 붙잡아 디케이드를 향해 내리꽂으면, 디케이드가 공중으로 날아올라 고우람에게 붙잡힌 적을 향해 마이티 킥을 날린다.

키바
- 디케이드 팡(일본어: ディケイドファング 디케이도 판구[*]): 키바 애로우의 화살촉에 있는 헬즈 게이트가 열리면 디케이드가 적을 향해 화살을 발사한다.
- 컴플리트 폼에서는 키바 엠페러 폼을 소환하여, 함께 잔바트 슬래시 어택을 시전한다.
- 《극장판 가면라이더 디케이드: 올라이더 대 대쇼커》에서는 모모타로스가 "우리들의 필살기, 파이널 어택 버전!" (일본어: 俺たちの必殺技・ファイナルアタックバージョン 오레타치노 힛사츠와자, 파이나루 아탓쿠 바존[*])이라 외치며 키바 애로우를 쇼커 군단에게 발사하는 모모 팡(일본어: モモファング)이라는 기술이 등장한다.

류우키
- 디케이드 드래군(일본어: ディケイドドラグーン 디케이도 도라군[*]): 류우키 드래그래더와 함께 공중으로 뛰어올라, 류우키의 파이널 벤트와 같은 라이더 킥을 날린다.
- 컴플리트 폼에서는 류우키 서바이브 폼을 소환하여, 함께 버닝 세이버 어택을 시전한다.

블레이드
- 디케이드 에지(일본어: ディケイドエッジ 디케이도 엣지[*]): 블레이드 블레이드에 전기를 충전한 후, 블레이드의 라이트닝 슬래시와 같이 적에게 휘둘러 검기로 공격한다.
- 블레이드로 변신한 상태에서는 블레이드 에이스 폼의 필살기인 라이징 블래스트 라이더 킥을 시전한다.
- 컴플리트 폼에서는 블레이드 킹 폼을 소환하여, 함께 로얄 스트레이트 플러시를 시전한다.

파이즈
- 디케이드 포톤(일본어: ディケイドフォトン 디케이도 포톤[*]): 파이즈 블래스터를 적에게 조준한 후, 적에게 파이즈의 크림존 스매시 어택 시전 시에 나오는 붉은색 원뿔을 발사하여 관통시킨다.
- 파이즈로 변신한 상태에서는 파이즈의 필살기인 크림존 스매시를 시전한다.
- 컴플리트 폼에서는 파이즈 블래스트 폼을 소환하여, 함께 포톤 버스터를 시전한다.

아기토
- 디케이드 토네이도(일본어: ディケイドトルネード 디케이도 토루네도[*]): 아기토 토네이도를 탄 상태에서, 아기토 플레임 폼의 세이버 브레이크 슬래시와 같이, 라이드 북커 소드 모드로 적을 힘껏 벤다.
- 아기토로 변신한 상태에서는 아기토 그라운드 폼의 필살기인 라이더 킥을 시전한다.
- 컴플리트 폼에서는 아기토 샤이닝 폼을 소환하여, 함께 샤이닝 크래시 어택을 시전한다.

덴오
- 디케이드 라이너(일본어: ディケイドライナー 디케이도 라이나[*]): 덴오의 익스트림 슬래시처럼 칼날을 적에게 내리꽂는 기술이다. 작품 안에서는 모모타로스가 쿠우가 고우람에 덴갓샤를 꽂아 조종하여, "이 몸의 필살기, 디케이드 버전!" (일본어: 俺の必殺技・ディケイドバージョン 오레노 힛사츠와자, 디케이도 바존[*])이라고 외치며 엘리게이터 이매진에게 고우람을 내리꽂았다.
- 컴플리트 폼에서는 덴오 라이너 폼을 소환하여, 함께 전차베기 (일본어: 電車斬り 덴샤기리[*])를 시전한다.

가부토
- 디케이드 메테오(일본어: ディケイドメテオ 디케이도 메테오[*]): 클락 업 상태에서 젝터 가부토가 적을 날린 후, 떨어지는 적을 향해 원래 형태로 돌아온 가부토가 라이더 킥을 준비하고, 디케이드가 뒤에서 공중으로 뛰어올라 라이더 킥을 날리기 위해 뛰어내려, 양쪽에서 동시에 라이더 킥으로 적을 공격한다.
- 가부토로 변신한 상태에서는 가부토 라이더 폼의 필살기인 라이더 킥을 시전한다.
- 컴플리트 폼에서는 가부토 하이퍼를 소환하여, 함께 하이퍼 킥 또는 맥시멈 하이퍼 사이클론을 시전한다.

히비키
- 디케이드 웨이브(일본어: ディケイドウェイブ 디케이도 웨이부[*]): 히비키 음격고를 적에게 꽂은 후, 디케이드가 음격봉 열화로 음격고를 쳐 소리의 힘으로 적을 공격한다.
- 컴플리트 폼에서는 암드 히비키를 소환하여, 함께 귀신각성 (일본어: 鬼神覚醒 키신 카쿠세이[*])을 시전한다.

기타
- 아마존(일본어: アマゾン): 가가의 팔찌가 아마존에게 장착된 뒤, 아마존이 적을 향해 슈퍼 대절단(일본어: スーパー大切断 스파 다이세츠단[*])을 사용한다.[41][42]
- 디엔드(일본어: ディエンド 디엔도[*]): 디엔드의 가면라이드 카드를 사용하여, 디엔드와 함께 디멘션 슛을 시전한다.[52][53]

### K-터치
파이널 가면라이더 단말 K-터치(일본어: ファイナルカメン端末ケータッチ 파이나루 카멘 탄마츠 케탓치[*], 케이터치, 케타치)는 터치폰의 일종으로, 가면라이더 디케이드의 강화 변신 장비이다. 네거비트의 세계에서 츠카사가 손에 넣었다. K-터치에 새겨진 9명의 역대 헤이세이 가면라이더의 문장을 모두 클릭해 활성화시킨 후, 마지막에 디케이드의 문양이 새겨진 버튼을 누르면 컴플리트 폼으로 변신하며, 컴플리트 폼에서는 디케이드라이버가 옆구리로 옮겨지고 그 자리에 K-터치가 장착된다. 컴플리트 폼으로 변신한 뒤 K-터치의 역대 가면라이더 문양 하나를 클릭한 뒤 "F" 버튼을 클릭하면, 그 가면라이더가 최종 폼 형태로 소환되며, 소환된 가면라이더는 디케이드와 똑같이 행동한다.

#### 파이널 가면라이드
- 서바이브(Survive, 일본어: サバイブ 사바이부[*]): 드래그 바이저 츠바이(Drag Visor-Zwei)로 무장한 가면라이더 류우키 서바이브를 소환한다. 작품 안에서는 네거티브의 세계에서 가면라이더 류우가를 쓰러뜨릴 때와, 라이더 대전의 세계에서 팡가이어 퀸 유키를 쓰러뜨릴 때 사용했다.[55][56][57][58]
- 블래스터(Blaster, 일본어: ブラスター 부라스타[*]): 파이즈 블래스터로 무장한 가면라이더 파이즈 서바이브 폼을 소환한다. 작품 안에서는 네거티브의 세계에서 가면라이더 오가를 쓰러뜨릴 때와, 아마존의 세계에서 십면귀 윰 키밀을 쓰러뜨릴 때 사용했다.[55][56][59][60]
- 하이퍼(Hyper, 일본어: ハイパー 하이파[*]): 퍼펙트 젝터로 무장한 가면라이더 가부토 하이퍼 폼(단, 21화에서 첫 소환했을 때는 퍼펙트 젝터를 쓰지 않았다)을 소환한다. 작품 안에서는 네거티브의 세계에서 가면라이더 다크 가부토를 하이퍼 킥으로 쓰러뜨릴 때와, 블랙 RX의 세계에서 가면라이더 헤라쿠스, 가면라이더 케타로스를 퍼펙트 젝터 건 모드의 맥시멈 하이퍼 사이클론으로 쓰러뜨릴 때 사용했다.[55][56][61][62]
  - 《S,I.C. 히어로 사가》 〈스트롱거의 세계〉에서는 디케이드가 컴플리트 폼을 쓰지 않고 가면라이드 카드로 가부토 하이퍼 폼으로 변신하나, 가면라이더 스트롱거의 차지 업 폼에게 패배했다.
- 엠페러(Emperor, 일본어: エンペラー 엔페라[*]): 잔바트 소드로 무장한 가면라이더 키바 엠페러 폼을 소환한다. 작품 안에서는 디엔드의 세계에서 다크로치들을 쓰러뜨릴 때 사용했다.[63][64]
- 암드(Armed, 일본어: アームド 아무도[*]): 암드 세이버로 무장한 가면라이더 암드 히비키를 소환한다. 작품 안에서는 디엔드의 세계에서 사신 포틴을 쓰러뜨릴 때 사용했다.[65][66] 그 밖에, 《가면라이더 디케이드 하이퍼 배틀 DVD: 테레비쿤의 세계를 지켜라!》에서도 사용했다.[67]
- 라이너(Liner, 일본어: ライナー 라이나[*]): 덴카멘 소드로 무장한 가면라이더 덴오 라이너 폼을 소환한다. 작품 안에서는 신켄저의 세계에서 치노마나코를 쓰러뜨릴 때 사용했으나, 치노마나코의 도주로 실패했다.[68][69]
- 킹(King, 일본어: キング 킨구[*]): 킹 라우저로 무장한 가면라이더 블레이드 킹 폼을 소환한다. 작품 안에서는 신켄저의 세계에서 치노마나코 디엔드 변신 형태와 치노마나코가 소환한 가면라이더 블레이드를 쓰러뜨리기 위해 사용했다.[39][40]
- 샤이닝(Shining, 일본어: シャイニング 샤이닌구[*]): 샤이닝 칼리버로 무장한 가면라이더 아기토 샤이닝 폼을 소환한다. 작품 안에서는 블랙 RX의 세계에서 슈바리안을 쓰러뜨리기 위해 사용했다.[31][32]
- 얼티메이트 (Ultimate, 일본어: アルティメット 아루티멧토[*]): 가면라이더 쿠우가 얼티메이트 폼을 소환한다. 작품 안에서는 쓰이지 않았다.

《가면라이더 × 가면라이더 W & 디케이드: MOVIE 대전 2010》 〈디케이드 완결편〉에서는 쿠우가와 덴오의 최종폼이 각각 라이징 얼티메이트(일본어: ライジングアルティメット 라이진구 아루티멧토[*])와 초 클라이맥스(일본어: 超(スーパー)クライマックス 스파 쿠라이맛쿠스[*])로 바뀌어 있으며, 디케이드 컴플리트 폼의 가슴 부분의 카드들 중 쿠우가 부분과 덴오 부분도 여기에 맞추어 바뀌어 있다.

### 머신디케이더
머신디케이더(Machine Decader, 일본어: マシンディケイダー 마신디케이다[*])는 혼다 DN-01 오토바이를 모델로 한 디케이드의 바이크이다. 폼 라이드 카드를 사용하여 과거 라이더들의 바이크로 바꿀 수 있는데, 작품 안에서는 오토 바진(Auto Vajin), 사이드 배셔(Side Basshar)로 변형되었다.

### 디케이드 바주카
디케이드 바주카(일본어: ディケイドバズーカ 디케이도 바즈카[*])는 《가면라이더 디케이드 하이퍼 배틀 DVD: 테레비쿤의 세계를 지켜라!》에 등장하는 화기이다. 오노데라 유스케가 직접 종이를 오려 만든 것으로, 디케이드가 짊어진 뒤에는 진짜 바주카 형태로 변하여 에너지파를 방출했다.

## 같이 보기
- 타카이와 세이지 - 가면라이더 디케이드의 슈트를 착용한 배우이다.[3]